# BEAM (Robotik)
BEAM ist ein Sammelbegriff für eine bestimmte Sorte von Robotern, die primär analoge Schaltkreise nutzen (anstelle eines Mikrocontrollers), um das Verhalten eines natürlichen Organismus zu kopieren.
Die Abkürzung BEAM steht für:
Biologie, Elektronik, Aesthetisch und Mechanisch,
Bauen, Evolution, Anarchie und Modularität,
Biotechnologie, Ethnologie, Analogie und Morphologie
Biology, Electronics, Aesthetics and Mechanics
Neben den grundlegenden Mechanismen brachte BEAM eine Menge nützlicher Werkzeuge für den angehenden Roboteringenieur: Den Schaltkreis des Solar-Motors, viele verkleinerte Steuergeräte für Motoren und Entwürfe für mechanische Sensoren. Viele Techniken wurden dokumentiert und von der BEAM-Gemeinschaft verbreitet, etwa um Roboter von der Größe einer Hand zu konstruieren.

## Mechanismen und Grundlagen
Der zugrunde liegende Mechanismus wurde von Mark Tilden erfunden: elektrische Schaltkreise (oder Künstliche neuronale Netze) werden als künstliche Neuronen benutzt, um biologische Neuronen zu simulieren. Ein Roboter, konstruiert nach dem BEAM-Prinzip, ist fähig auf bestimmte äußere Reize zu reagieren (Reiz-Antwort-Prinzip). Der Schaltkreis von Tilden wird oft mit einem Schiebe-Register verglichen, aber mit verschiedenen zusätzlichen Merkmalen, die für die Arbeit des mobilen Roboters sinnvoll sind. Bereits Ed Rietmann beschrieb ähnliche Simulationen in seinem Buch "Experiments in Artificial Neural Networks".
Im Unterschied zu anderen Arten von Robotern (etwa durch Mikrocontroller gesteuerte), werden bei einem BEAM-Roboter einfache Verhaltensweisen direkt mit den Sensorsystemen verbunden, die bei geringer externer Eingabe ablaufen. Diese Entwurfsphilosophie wird in dem Buch von Valentino Braitenberg beschrieben: darin wird anhand einer Reihe von Gedankenexperimenten mit sogenannten Braitenberg-Vehikeln erforscht, wie durch einfache hemmende und erregende Sensorsignale ein Roboter komplexes Verhalten entwickeln und auslösen kann.
Mikrocontroller und Programmierung sind normalerweise nicht Teil eines herkömmlichen (d. h. reinen) BEAM-Roboters. Es wurden jedoch Roboter entwickelt, die beide Technologien verbinden. Diese Hybriden besitzen einerseits robuste Kontrollsysteme und andererseits die Beweglichkeit einer dynamischen Programmierung, etwa die BEAM-Roboter, die nach dem sogenannten Pferd-und-Reiter strukturiert wurden (Der ScoutWalker 3 ist ein solcher Roboter). Dabei wird das Robotergehäuse (das Pferd) durch eine traditionelle BEAM-Technologie kontrolliert. Der Mikrocontroller mit seiner Programmierung beeinflusst das Robotergehäuse aus der Position des Reiters und überbrückt falls nötig. Die Reiterkomponente ist nicht notwendig für die Funktion des Roboters, aber ohne sie wird der Roboter den Einfluss eines schlauen Gehirns verlieren, der ihm sagt, was zu tun ist.

## Biologie und Mechanik
Ein BEAM-Roboter versucht durch sein reaktionsbasiertes Verhalten (ursprünglich angeregt durch die Arbeit von Rodney Brooks), das Verhalten und die Merkmale eines natürlichen Organismus zu kopieren, mit dem ultimativen Ziel, diese wilden Roboter nachzuahmen. Eines dieser Verhalten ist die Reaktion eines Organismus auf verschiedene Lichtbedingungen. Viele BEAM-Roboter wurden entwickelt, um in einem weiten Bereich von Lichtstärken zu arbeiten. Sie benutzen Sonnenenergie, um mit kleinen Solarzellen einen Solar-Motor anzutreiben.

## Arten
Es gibt verschiedene Arten von BEAM-Robotern, die jeder ein bestimmtes Ziel verfolgen. Am weitesten verbreitet ist die Serie der Phototropen; sie suchen nach Lichtquellen, um etwa ihre durch Sonnenenergie angetriebenen Systeme mit Energie zu versorgen. Weitere Beispiele sind:
- Audiotrope reagieren auf Tonquellen.
  - Audiophile bewegen sich auf Tonquellen zu.
  - Audiophobe entfernen sich von Tonquellen.
- Phototrope (auch Lichtsucher) reagieren auf Lichtquellen
  - Photophile bewegen sich auf Lichtquellen zu
  - Photophobe entfernen sich von Lichtquellen
- Radiotrope reagieren auf Radiofrequenzen
  - Radiophile bewegen sich auf die Quelle zu
  - Radiophobe entfernen sich von der Quelle
- Thermotrope reagieren auf Wärmequellen
  - Thermophile bewegen sich auf die Quelle zu
  - Thermophobe entfernen sich von der Quelle

## Gattungen
BEAM-Roboter lassen sich anhand ihrer Mechanismen zur Bewegung und Positionierung einteilen (eine Auswahl):
- Sitter: unbewegliche Roboter für einen passiven Zweck[2]
  - Beacons: übertragen ein Signal (etwa ein Navigationssignal), das andere BEAM-Roboter nutzen können
  - Pummers: zeigen eine Licht-Show
  - Ornaments: Sitter, weder Beacons noch Pummer
- Squirmers: stationäre Roboter, die eine besondere Handlung aufführen (üblicherweise durch bewegen der Arme)[3]
  - Magbots: benutzen Magnetfelder für ihre Bewegung
  - Flagwavers: bewegen ein Display (oder eine Flagge) in einer bestimmten Frequenz
  - Heads: folgen erkennbaren Erscheinungen und schwenken dorthin, etwa Licht (Populär in der BEAM-Gemeinschaft. Es können autonome Roboter sein, werden meistens aber in einen größeren Roboter integriert)
  - Vibrators: benutzen einen kleinen Schrittmotor, um sich selbst zu rütteln
- Slider: Roboter die sich bewegen, indem sie Hüllenteile entlang einer Begrenzung schieben, wobei sie damit in Kontakt bleiben.[4]
  - Snakes: bewegen sich in einer horizontalen Wellenbewegung.
  - Earthworms: bewegen sich in einer längs laufenden Wellenbewegung
- Crawler: Roboter, die sich auf einer Schiene bewegen, oder ihren Körper über einen separaten Arm rollen. Dabei schleift der Roboter nicht über den Boden.[5]
  - Turbots: rollen mit dem gesamten Körper, indem sie ihre Arme nutzen.
  - Inchworms: bewegen Teile ihres Körpers vorwärts, während der Rest der Hülle auf dem Boden bleibt.
  - Tracked Robots: benutzen Ketten wie ein Panzer
- Jumper: Roboter, die sich in einer Form von Springen bewegen[6]
  - Vibrobots: produzieren eine unregelmäßige Bewegung entlang einer Begrenzung
  - Springbots: bewegen sich vorwärts, indem sie in eine Richtung springen
- Roller: Roboter, die sich rollend bewegen: entweder die gesamte Hülle oder Teile davon[7]
  - Symets: fahren mit einem einzelnen Motor, dessen Antriebswelle den Boden berührt.
  - Solarrollers: mit Sonnenenergie betriebene Wagen, deren einzelner Motor ein oder mehrere Räder antreibt.
  - Poppers: benutzen zwei Motoren mit separater Energieversorgung; nutzen verschiedene Sensoren um ein Ziel zu erreichen
  - Miniballs: verändern ihren Schwerpunkt, damit ihr sphärischer Körper rollt.
- Walker: Roboter, die sich durch Beine bewegen.[8]
  - Motor-Antrieb: nutzt Motoren, um die Beine zu bewegen (typisch sind maximal 3 Motoren)
  - Antrieb durch Muskelstrang: nutzen Drähte aus einer Nickel-Titan Legierung, um die Beine anzutreiben
- Schwimmer: Roboter, die sich auf oder entlang einer Oberfläche in einer Flüssigkeit bewegen (normalerweise Wasser)[9]
  - Boatbots: operieren an der Oberfläche
  - Subbots: operieren unter der Oberfläche
- Fliegen: Roboter, die für längere Zeit fliegen[10]
  - Helicopter: benutzen einen kraftvollen Motor zur Bewegung
  - Planes: benutzen feste oder bewegliche Flügel zum Abheben
  - Blimps: benutzen einen Ballon zum Abheben
- Climber: Roboter, die sich vertikal bewegen, üblicherweise an einem Seil oder Draht[11]

## Anwendungen und aktuelle Forschung
Gegenwärtig gibt es für autonome Roboter wenige kommerzielle Anwendungen, mit Ausnahme des iRobot (ein autonomer Staubsauger) und einigen wenigen rasenmähenden Robotern. Eine wichtige praktische Anwendung von BEAM liegt in der Entwicklung sich bewegender Systeme und im Bereich Hobby und Lehre. Mark Tilden benutzt erfolgreich BEAM für seine Prototypen (kommerzielle Spielzeuge), etwa den Robosapien (BIODroid), B.I.O.Bug und RoboRaptor.
Roboteringenieure haben momentan Schwierigkeiten mit der mangelnden direkten Kontrolle über die reinen BEAM Schaltkreise. Es wird deshalb daran gearbeitet, ob biomorphe Techniken (die natürliche Systeme kopieren) genutzt werden können; deren Leistung scheint erheblich besser gegenüber traditioneller Technik zu sein. Es gibt viele Beispiele dafür, dass kleine Insektengehirne eine wesentlich bessere Leistung erbringen als die meisten modernen Mikrocomputer.
Eine weitere Schwierigkeit beim Anwenden der BEAM-Technologie ist die zufällige Natur des neuralen Netzwerkes: sie erfordert neue Techniken des Konstrukteurs, um die Charakteristika der Schaltkreise zu beeinflussen und zu ändern. Eine Auswahl internationaler Akademiker trifft sich jährlich in Telluride, Colorado, um sich mit diesen Problemen auseinanderzusetzen. Mark Tilden war bis vor kurzem Teil dieser Bemühungen; er musste sich infolge seiner kommerziellen Verpflichtungen gegenüber WowWee-Spielzeug davon jedoch zurückziehen.
Da die BEAM-Roboter kein Langzeitgedächtnis besitzen, können sie nicht aus Fehlern lernen. Die BEAM-Gemeinschaft arbeitet daran, diesen Nachteil auszugleichen. Einer der Fortschrittlichsten auf diesem Gebiet ist der Roboter (genannt Hider) von Bruce Robinson. Er besitzt einen beeindruckenden Grad von Speicherkapazität (für ein Design ohne Mikroprozessor).

## Veröffentlichungen
Patente
- US patent 613809 - Method of and Apparatus for Controlling Mechanism of Moving Vehicle or Vehicles - Tesla's "telautomaton" patent; First logic gate.
- US patent 5325031 - Adaptive robotic nervous systems and control circuits therefor - Tilden's patent; A self-stabilizing control circuit utilizing pulse delay circuits for controlling the limbs of a limbed robot, and a robot incorporating such a circuit; artificial "neurons".

Literatur und Texte
- Conrad, James M., and Jonathan W. Mills, Stiquito: advanced experiments with a simple and inexpensive robot, The future for nitinol-propelled walking robots, Mark W. Tilden. Los Alamitos, Calif., IEEE Computer Society Press, c1998. ISBN 0-8186-7408-3
- Tilden, Mark W., and Brosl Hasslacher, Living Machines (PDF; 801 kB). Los Alamos National Laboratory, Los Alamos, NM 87545, USA.
- Still, Susanne, and Mark W. Tilden, Controller for a four legged walking machine (PDF; 260 kB). ETH Zuerich, Institute of Neuroinformatics, and Biophysics Division, Los Alamos National Laboratory.
- Braitenberg, Valentino, Vehicles: Experiments in Synthetic Psychology, 1984. ISBN 0-262-52112-1
- Rietman, Ed, Experiments In Artificial Neural Networks, 1988. ISBN 0-8306-0237-2
- Tilden, Mark W., and Brosl Hasslacher, Robotics and Autonomous Machines: The Biology and Technology of Intelligent Autonomous Agents, LANL Paper ID: LA-UR-94-2636, Spring 1995.
- Dewdney, A.K. Photovores: Intelligent Robots are Constructed From Castoffs. Scientific American Sept 1992, v267, n3, p42(1)
- Smit, Michael C., and Mark Tilden, Beam Robotics. Algorithm, Vol. 2, No. 2, March 1991, Pg 15-19.
- Hrynkiw, David M., and Tilden, Mark W., Junkbots, Bugbots, and Bots on Wheels, 2002. ISBN 0-07-222601-3 (Book support website)